# Reine Nervensache
Reine Nervensache (Originaltitel: Analyze This) ist ein US-amerikanischer Spielfilm aus dem Jahr 1999. Der Regisseur war Harold Ramis, das Drehbuch schrieben Kenneth Lonergan und Peter Tolan. Die Hauptrollen spielten Robert De Niro und Billy Crystal.
Aufgrund des recht großen Erfolgs beim Publikum wurde 2002 die Fortsetzung Reine Nervensache 2 (Originaltitel: Analyze That) mit denselben Hauptdarstellern und demselben Regisseur gedreht.

## Handlung
Der frustrierte New Yorker Psychiater Ben Sobel bekommt einen neuen Patienten, den Mobster und Bandenboss der Mafia Paul Vitti. Er weigert sich zunächst, Vitti zu behandeln, dieser lässt aber nicht nach. Er reist dem Arzt nach Florida hinterher und zerrt ihn aus seinem Hotel, nur um ihm von seinen Erektionsproblemen zu berichten. Sobels Hochzeit mit Laura wird abgebrochen, als unweit entfernt Vitti einen Killer aus dem Fenster seines Hotelzimmers wirft, den ein konkurrierender Mafioso auf Vitti angesetzt hat.
Vittis Partner sind beunruhigt, dass er die Geheimnisse der US-amerikanischen Mafia einem Arzt anvertrauen könnte; Vitti hingegen droht jeden umzubringen, der Sobel etwas antue.
Da das FBI an belastendes Material kommen will, werden die abgehörten Worte Vittis manipulativ zusammengeschnitten, sodass daraus eine Ankündigung Vittis wird, Sobel zu töten. Dem Arzt wird Kronzeugenschutz angeboten. Er wird aber direkt von seiner wiederholten Hochzeit zu einem Treffen geschleppt, auf dem er den abwesenden Vitti vertreten sollte. Erst später erscheint Vitti und kündigt an, aus den illegalen Aktivitäten auszusteigen. Es kommt zu einer Schießerei, bei der Sobel verletzt wird. Das FBI stürmt die Versammlung, Vitti wird verhaftet. Später im Gefängnis bittet er den Arzt um weitere Therapiestunden.

## Kritik
„Eine sehr unterhaltsame Komödie, die Klamauk weitgehend vermeidet und ihren Reiz aus dem Zusammenprall zweier höchst unterschiedlicher Milieus und Genres bezieht. Stimmig in der Atmosphäre, getragen von hervorragenden Darstellern.“

## Auszeichnungen
Robert De Niro wurde für seine Rolle für den Filmpreis Golden Globe nominiert, für diesen Preis wurde der Film ebenfalls in der Kategorie Beste Komödie nominiert. Kyle Sabihy wurde für den Young Artist Award nominiert.
Billy Crystal, Lisa Kudrow und Robert De Niro gewannen den Blockbuster Entertainment Award. Der Film gewann den Preis American Comedy Award als die lustigste Filmkomödie (Funniest Motion Picture); Lisa Kudrow und Robert De Niro wurden für diesen Preis nominiert.
Die Deutsche Film- und Medienbewertung FBW in Wiesbaden verlieh dem Film das Prädikat wertvoll.